# Vlag van Rolde

Vlag van Rolde (1962-1998)

De vlag van Rolde werd op werd op 9 februari 1962 bij raadsbesluit vastgesteld als de gemeentelijke vlag van de Drentse gemeente Rolde. De vlag kan als volgt worden beschreven:
Twee even hoge banen van geel en rood, met op het geel een rood kruisje, op het rood een omgekeerd middeleeuws zwaard van witte kleur met een geel gevest.
De vlag is ontworpen door G.A. Bontekoe en is afgeleid van het wapen van Rolde. Van de symbolen in het wapen zijn uitsluitend het zwaard en het kruisje op de vlag overgenomen. Deze symbolen geven de opvattingen tijdens de aanvraag van het wapen van de vroegere rechtssituatie in Drenthe weer. Onduidelijk is waarom het zwaard van de stokzijde af gericht is; volgens heraldisch gebruik zou het naar de stok toe wijzen.
In 1998 ging de gemeente op in de nieuwe gemeente Aa en Hunze, waarbij de gemeentevlag kwam te vervallen.

## Verwant symbool

Wapen van Rolde

Anloo 
· Beilen 
· Borger 
· Dalen 
· Diever 
· Dwingeloo 
· Eelde 
· Gasselte 
· Gieten 
· Havelte 
· Nijeveen 
· Norg 
· Odoorn 
· Oosterhesselen 
· Peize 
· Roden 
· Rolde 
· Ruinen 
· Ruinerwold 
· Schoonebeek 
· Sleen 
· Smilde 
· Vledder 
· Vries 
· Westerbork 
· de Wijk 
· Zuidlaren 
· Zuidwolde 
· Zweeloo